# Xu Nannan
Xu Nannan (徐囡囡S; 16 agosto 1977) è un'ex sciatrice freestyle cinese.

## Palmarès

### Olimpiadi
- 1 medaglia:
  - 1 argento (Nagano 1998 nei salti).